# ホットスパー (駆逐艦)
ホットスパー (HMS Hotspur, H01) は1936年進水のイギリス海軍の駆逐艦。H級。

## 艦歴
スコッツ社グリーノック造船所で1935年2月27日に起工。1936年3月23日に進水。1936年12月29日に就役した。
「ホットスパー」は第1次ナルヴィク海戦（1940年4月）、マタパン岬沖海戦（1941年3月）、ギリシャからの撤退作戦（1941年4月）に参加した。
また、1940年9月25日にジブラルタル沖でフランス駆逐艦「フグー」、「フロンデュール」、「エペ」、「フルール」と交戦し、1941年6月9日に駆逐艦「ジェイナス」、「ジャッカル」、「アイシス」と共にシドン沖でフランス駆逐艦「ゲパール」、「ヴァルミ」と交戦した。1941年12月23日にはSollum北方の地中海で駆逐艦「ヘイスティ」と共同で独潜水艦「U79」を沈めた。
1948年11月23日にドミニカ共和国へ売却され、当時の同国の独裁者ラファエル・トルヒーヨにちなんで「トルヒーヨ (Trujillo)」と命名される。ラファエル・トルヒーヨが暗殺された後の1962年に、同艦はハイチからの独立戦争の英雄の一人フアン・パブロ・ドゥアルテにちなんで「ドゥアルテ (Duarte)」に改名された。